# Föregivande av allmän ställning
Föregivande av allmän ställning, det vill säga att utge sig för att vara myndighetsperson och samtidigt utöva myndighet, är om falskt ett brott i Sverige enligt 17 kap. 15 § Brottsbalken (1962:700).
Den gör sig skyldig till föregivande av allmän ställning som felaktigt utger sig för att utöva myndighet eller olovligen bär uniform eller tjänstetecken för försvarsmakten eller andra myndighetsutövande organisationer, till exempel polis, vägtransportledare, tull, kustbevakning, räddningstjänst, ordningsvakt eller skyddsvakt. Det är även ett brott att på samma sätt utge sig för att tillhöra någon yrkeskår inom bland annat kollektivtrafiken eller el- och vattenförsörjningen, som har det allmänna som huvudman.
Straffet för föregivande av allmän ställning är dagsböter eller fängelse i högst sex månader. Om brottet bedöms som grovt är straffet fängelse i högst två år.